# José Antonio Fernández Pons
José Antonio Fernández Pons (La Línea de la Concepción, Cádiz, 1948-Marbella, Málaga, 4 de febrero de 2017) fue un profesor y político español adscrito al Partido Popular. Ha sido alcalde de La Línea de la Concepción entre el 28 de mayo de 1995 al 3 de julio de 1999. Siendo el primero del Partido Popular en la Línea de la Concepción, provincia de Cádiz (Andalucía, España).

## Biografía
Estuvo casado con Eva Ríos y tuvo cuatro hijos; José Antonio, Eva, Borja y Nacho Fernández Ríos. Pons desarrolló su carrera profesional como profesor de instituto en su ciudad natal. También colaboró en la Cadena SER y fue presidente del Linense Tenis Club.
En las elecciones municipales de 1995, accedió a la alcaldía de La Línea de la Concepción en representación del Partido Popular, sucediendo a Salvador Pagán Fernández, del Partido Socialista Obrero Español. Durante su etapa en el consistorio, fue concejal durante varios años.
En las de 1999, renunció a la alcaldía, siendo sustituido por Juan Carlos Juárez, quien gobernó mediante una coalición entre el Partido Popular y el Grupo Independiente Liberal.
Tras su retirada de la política, continuó vinculado al ámbito educativo y cultural local. Fue reconocido como alcalde honorario de La Línea.
Falleció el 4 de febrero de 2017 en Marbella, a causa de una parada multiorgánica. Fue enterrado días después en la Parroquia de la Inmaculada Concepción de su localidad natal.